# Гейгер, Янник
Янник Гейгер (швед. Yannick Geiger; род. 23 июня 2007) — шведский футболист, полузащитник АИК.

## Клубная карьера
Начинал заниматься футболом в клубе «Йерна», откуда затем перешёл в «Сюрианска». В 12-летнем возрасте перешёл в «Юргорден». Перед сезоном 2023 года присоединился к академии АИК, где выступал за юношеские команды различных возрастов. 29 июня 2025 года дебютировал за основной состав АИК в чемпионате Швеции, выйдя в стартовом составе в матче с «Гётеборгом» и проведя на поле всю встречу. 11 июля подписал с клубом первый контракт, рассчитанный на четыре с половиной года.

## Карьера в сборной
Выступал за юношеские сборные Швеции различных возрастов. В составе сборной до 17 лет впервые сыграл 23 августа 2022 года в товарищеском матче с Уэльсом.

## Клубная статистика
| Выступление      | Выступление      | Выступление      | Лига | Лига | Кубки | Кубки | Конт. кубки | Конт. кубки | Итого | Итого |
| Клуб             | Лига             | Сезон            | Игры | Голы | Игры  | Голы  | Игры        | Голы        | Игры  | Голы  |
| ---------------- | ---------------- | ---------------- | ---- | ---- | ----- | ----- | ----------- | ----------- | ----- | ----- |
| АИК              | Алльсвенскан     | 2025             | 1    | 0    | 0     | 0     | 0           | 0           | 1     | 0     |
| АИК              | Итого            | Итого            | 1    | 0    | 0     | 0     | 0           | 0           | 1     | 0     |
| Всего за карьеру | Всего за карьеру | Всего за карьеру | 1    | 0    | 0     | 0     | 0           | 0           | 1     | 0     |